# Primer ministro de Francia
El primer ministro de Francia es el jefe de Gobierno de la Quinta República. Esta función sucede a la de presidente del Consejo por las dos constituciones anteriores, con poderes diferentes. Francia es una república constitucional semipresidencialista, compartiendo el poder ejecutivo entre el presidente y el primer ministro.
Reside en el Hotel Matignon, en París, calle de Varenne, en el VII distrito, donde se encuentran también los servicios que dependen de él. Por ello, el gabinete del primer ministro es a menudo llamado Matignon, por metonimia.

## Funciones
Según el artículo 21 de la Constitución, el primer ministro "dirigirá las acciones del Gobierno". Además, el artículo 20 estipula que el gobierno "determinará y conducirá la política de la Nación", e incluye cuestiones internas, mientras que el presidente se concentra en formular direcciones sobre defensa nacional y política exterior mientras arbitra el servicio eficiente de todas las funciones gubernamentales. autoridades en Francia. Los demás miembros del gobierno son nombrados por el presidente "por recomendación del primer ministro". En la práctica, el primer ministro actúa en armonía con el presidente, excepto cuando hay cohabitación. En tales casos, una convención constitucional otorga al primer ministro primacía en los asuntos internos, mientras que el presidente supervisa los asuntos exteriores. Las responsabilidades son como las de un primer ministro en un sistema parlamentario.
El primer ministro puede "asumir la responsabilidad" del gobierno ante la Asamblea Nacional. Este proceso consiste en presentar un proyecto de ley ante la asamblea y, o la asamblea derroca al gobierno, o el proyecto de ley se aprueba automáticamente (artículo 49). Además de garantizar que el gobierno todavía tenga apoyo en la Cámara, algunos proyectos de ley que podrían resultar demasiado controvertidos para ser aprobados por las reglas normales de la asamblea pueden aprobarse de esta manera.
El primer ministro también puede presentar al Consejo Constitucional un proyecto de ley que aún no haya sido promulgado (artículo 61). Antes de disolver la asamblea, el presidente debe consultar al primer ministro y a los presidentes de ambas cámaras del Parlamento (artículo 12). El primer ministro es el único miembro del gobierno capaz de presentar legislación en el Parlamento.

## Historia

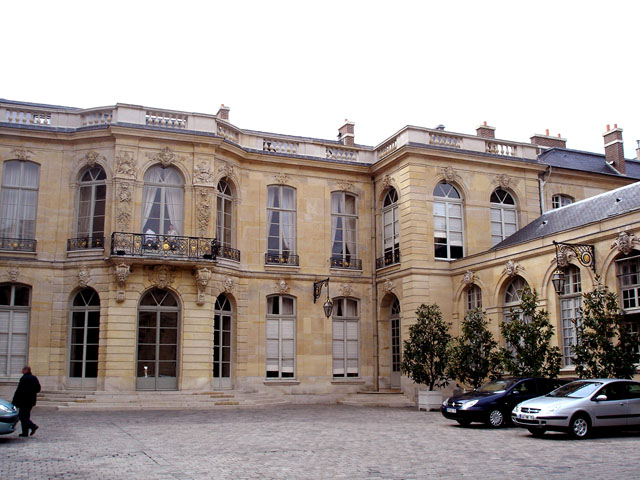
Hôtel de Matignon, la residencia oficial del primer ministro

En el Antiguo Régimen existió el "ministro principal de Francia" o, más cerca del término francés, "ministro principal de Estado" (en francés: principal ministre d'État). Aunque era un título informal utilizado más como descripción de un puesto.
Como el título de ministro principal era extraoficial, el monarca mantuvo todos sus poderes, encomendando al ministro principal la tarea de hacer efectivas sus órdenes. Sin embargo, durante los momentos en que el rey estaba ausente del país, muy enfermo, indiferente o no apto para gobernar, el ministro principal tenía un papel importante, convirtiéndose en la verdadera mente detrás del funcionamiento del Estado.
Por lo general, los ministros principales eran miembros del Consejo Real (la forma arcaica de gabinete) o altos miembros de la nobleza francesa o del clero católico.
A partir de 1661, Luis XIV y sus sucesores se negaron a permitir que cualquiera de sus ministros fuera considerado más importante que otros, por lo que el término no se utilizó. Se utilizó el título de "ministro principal de Estado", sin embargo, el título anterior no se recuperó después de Luis XIV.[cita requerida]
Con el estallido de la Revolución francesa en 1789, el ministro principal de Estado perdió progresivamente importancia e influencia dentro de la política nacional. Finalmente, con la llegada de la monarquía constitucional en 1791, el título de ministro principal dejó de existir.
Durante la Tercera República, las leyes Constitucionales francesas de 1875 titulaban al jefe de gobierno "Presidente del Consejo de Ministros" (en francés: Président du Conseil des Ministres), aunque informalmente se le llamaba "primer ministro" o "primer ministro" fuera de Francia. de Francia.
El presidente del consejo tenía poderes formales similares a los del primer ministro del Reino Unido. En la práctica, esto resultó insuficiente para ganarse la confianza del parlamento multipartidista francés. En particular, la legislatura tenía el poder de obligar a todo el gabinete a dimitir mediante un moción de censura. Como resultado, los gabinetes a menudo eran derrocados dos veces al año, y hubo largos períodos en los que Francia se quedó sólo con un gobierno provisional. Dadas las circunstancias, el presidente del consejo solía ser una figura bastante débil cuya fuerza dependía más del carisma que de los poderes formales. A menudo era poco más que primus inter pares y era más el presidente del gabinete que su líder.
Después de varios intentos fallidos de fortalecer el papel en la primera mitad del siglo XX, se introdujo un sistema semipresidencial bajo la Quinta República. Fue en este punto que el cargo fue nombrado formalmente "Primer Ministro" y tomó su forma actual. La Constitución de 1958 incluye varias disposiciones destinadas a fortalecer la posición del primer ministro, por ejemplo restringiendo el poder de la legislatura para censurar al gobierno. Como resultado, un primer ministro sólo ha sido censurado una vez durante la existencia de la Quinta República, en 1962, cuando Georges Pompidou fue derrocado por las objeciones de la oposición al esfuerzo del presidente Charles de Gaulle para que el presidente fuera elegido popularmente. En las siguientes elecciones legislativas de Francia de 1962, la coalición de De Gaulle obtuvo una mayoría aumentada y Pompidou fue reelegido primer ministro.

## Lista de primeros ministros de Francia

### Restauración borbónica (1815-1830)

#### Presidente del Consejo de Ministros
| Primer ministro | Primer ministro | Primer ministro                              | Primer ministro                              | Inicio                                   | Fin                      | Partido                 | Legislatura (Elección) | Rey (Reinado)          |
| --------------- | --------------- | -------------------------------------------- | -------------------------------------------- | ---------------------------------------- | ------------------------ | ----------------------- | ---------------------- | ---------------------- |
|                 |                 | Charles Maurice de Talleyrand-Périgord       | Charles Maurice de Talleyrand-Périgord       | 9 de julio de 1815                       | 26 de septiembre de 1815 | Independiente           | I (1815)               | Luis XVIII (1815-1824) |
|                 |                 | Armand-Emmanuel du Plessis, Duc de Richelieu | 1                                            | 26 de septiembre de 1815                 | 29 de diciembre de 1818  | Independiente           | I (1815)               | Luis XVIII (1815-1824) |
| 2               | II (1816)       | Armand-Emmanuel du Plessis, Duc de Richelieu |                                              | 26 de septiembre de 1815                 | 29 de diciembre de 1818  | Independiente           |                        | Luis XVIII (1815-1824) |
|                 | II (1816)       |                                              | Jean-Joseph, Marquis Dessolles               | Jean-Joseph, Marquis Dessolles           | 29 de diciembre de 1818  | 19 de noviembre de 1819 | Doctrinario            | Luis XVIII (1815-1824) |
|                 | II (1816)       |                                              | Élie Decazes                                 | Élie Decazes                             | 19 de noviembre de 1819  | 20 de febrero de 1820   | Doctrinario            | Luis XVIII (1815-1824) |
|                 | II (1816)       |                                              | Armand-Emmanuel du Plessis, Duc de Richelieu | 3                                        | 20 de febrero de 1820    | 14 de diciembre de 1821 | Doctrinario            | Luis XVIII (1815-1824) |
| 4               | III (1820)      |                                              | Armand-Emmanuel du Plessis, Duc de Richelieu |                                          | 20 de febrero de 1820    | 14 de diciembre de 1821 | Doctrinario            | Luis XVIII (1815-1824) |
|                 | III (1820)      |                                              | Jean-Baptiste de Villèle                     | 1                                        | 14 de diciembre de 1821  | 4 de enero de 1828      | Ultrarrealista         | Luis XVIII (1815-1824) |
| 2               | III (1820)      | Carlos X (1824-1830)                         | Jean-Baptiste de Villèle                     |                                          | 14 de diciembre de 1821  | 4 de enero de 1828      | Ultrarrealista         |                        |
|                 |                 | Carlos X (1824-1830)                         | Jean-Baptiste Gay, vizconde de Martignac     | Jean-Baptiste Gay, vizconde de Martignac | 4 de enero de 1828       | 8 de agosto de 1829     | Doctrinario            | IV (1827)              |
|                 |                 | Carlos X (1824-1830)                         | Jules de Polignac                            | Jules de Polignac                        | 8 de agosto de 1829      | 29 de julio de 1830     | Ultrarrealista         | IV (1827)              |

### Monarquía de Julio (1830-1848)

#### Presidente del Consejo de Ministros
| Presidente del Consejo de Ministros | Presidente del Consejo de Ministros | Presidente del Consejo de Ministros    | Inicio                   | Fin                      | Partido                       | Legislatura ( Elección) | Rey (Reinado)             |
| ----------------------------------- | ----------------------------------- | -------------------------------------- | ------------------------ | ------------------------ | ----------------------------- | ----------------------- | ------------------------- |
| Vacante                             | Vacante                             | Vacante                                | 29 de julio de 1830      | 13 de agosto de 1830     |                               | I (1830)                | Luis Felipe I (1830-1848) |
|                                     |                                     | Victor de Broglie, duque de Broglie    | 13 de agosto de 1830     | 2 de noviembre de 1830   | Orleanista                    | I (1830)                | Luis Felipe I (1830-1848) |
|                                     |                                     | Jacques Laffitte                       | 2 de noviembre de 1830   | 13 de marzo de 1831      | Orleanista                    | I (1830)                | Luis Felipe I (1830-1848) |
|                                     |                                     | Casimir Pierre Périer                  | 13 de marzo de 1831      | 16 de mayo de 1832       | Orleanista                    | II (1831)               | Luis Felipe I (1830-1848) |
| Vacante                             | Vacante                             | Vacante                                | 16 de mayo de 1832       | 11 de octubre de 1832    |                               | II (1831)               | Luis Felipe I (1830-1848) |
|                                     |                                     | Jean de Dieu Soult                     | 11 de octubre de 1832    | 18 de julio de 1834      |                               | II (1831)               | Luis Felipe I (1830-1848) |
|                                     |                                     | Étienne Maurice Gérard                 | 18 de julio de 1834      | 10 de noviembre de 1834  |                               | II (1831)               | Luis Felipe I (1830-1848) |
|                                     |                                     | Hugues-Bernard Maret, duque de Bassano | 10 de noviembre de 1834  | 18 de noviembre de 1834  |                               | II (1831)               | Luis Felipe I (1830-1848) |
|                                     |                                     | Édouard Adolphe Casimir Joseph Mortier | 18 de noviembre de 1834  | 12 de marzo de 1835      |                               | III (1834)              | Luis Felipe I (1830-1848) |
|                                     |                                     | Victor de Broglie, duque de Broglie    | 12 de marzo de 1835      | 22 de febrero de 1836    | Orleanista                    | III (1834)              | Luis Felipe I (1830-1848) |
|                                     |                                     | Adolphe Thiers                         | 22 de febrero de 1836    | 6 de septiembre de 1836  | Orleanista/Parti du Mouvement | III (1834)              | Luis Felipe I (1830-1848) |
|                                     |                                     | Louis-Mathieu Molé, conde de Molé      | 6 de septiembre de 1836  | 31 de marzo de 1839      | Orleanista                    | III (1834)              | Luis Felipe I (1830-1848) |
|                                     | IV (1837)                           | Louis-Mathieu Molé, conde de Molé      | 6 de septiembre de 1836  | 31 de marzo de 1839      | Orleanista                    |                         | Luis Felipe I (1830-1848) |
| Vacante                             | Vacante                             | Vacante                                | 31 de marzo de 1839      | 12 de mayo de 1839       |                               |                         | Luis Felipe I (1830-1848) |
|                                     |                                     | Jean de Dieu Soult, duque de Dalmatie  | 12 de mayo de 1839       | 1 de marzo de 1840       |                               | V (1839)                | Luis Felipe I (1830-1848) |
|                                     |                                     | Adolphe Thiers                         | 1 de marzo de 1840       | 29 de octubre de 1840    | Orleanista/Parti du Mouvement | V (1839)                | Luis Felipe I (1830-1848) |
|                                     |                                     | Jean de Dieu Soult, duque de Dalmatie  | 29 de octubre de 1840    | 19 de septiembre de 1847 |                               | V (1839)                | Luis Felipe I (1830-1848) |
| VI (1842)                           |                                     | Jean de Dieu Soult, duque de Dalmatie  | 29 de octubre de 1840    | 19 de septiembre de 1847 |                               |                         | Luis Felipe I (1830-1848) |
|                                     |                                     | François Guizot                        | 19 de septiembre de 1847 | 23 de febrero de 1848    | Orleanista                    | VII (1846)              | Luis Felipe I (1830-1848) |
|                                     |                                     | Louis-Mathieu Molé, conde de Molé      | 23 de febrero de 1848    | 24 de febrero de 1848    | Orleanista                    | VII (1846)              | Luis Felipe I (1830-1848) |

### Segunda República Francesa(1848-1852)

#### Jefes del Gobierno Provisional
| Jefe Provisional | Jefe Provisional | Jefe Provisional                 | Inicio                | Fin                     | Partido     | Legislatura (Elección) |
| ---------------- | ---------------- | -------------------------------- | --------------------- | ----------------------- | ----------- | ---------------------- |
|                  |                  | Jacques-Charles Dupont de l'Eure | 24 de febrero de 1848 | 9 de mayo de 1848       | Republicano | Constituyente (1848)   |
|                  |                  | François Arago                   | 10 de mayo de 1848    | 24 de junio de 1848     | Republicano | Constituyente (1848)   |
|                  |                  | Louis-Eugène Cavaignac           | 28 de junio de 1848   | 20 de diciembre de 1848 | Republicano | Constituyente (1848)   |

#### Presidente del Consejo de Ministros
| Presidente del Consejo de Ministros | Presidente del Consejo de Ministros | Presidente del Consejo de Ministros  | Inicio                  | Fin                    | Partido          | Legislatura (Elección) | Presidente (periodo) | Presidente (periodo)                 | Presidente (periodo) |
| ----------------------------------- | ----------------------------------- | ------------------------------------ | ----------------------- | ---------------------- | ---------------- | ---------------------- | -------------------- | ------------------------------------ | -------------------- |
|                                     |                                     | Odilon Barrot                        | 20 de diciembre de 1848 | 31 de octubre de 1849  | Parti de l'Ordre | Constituyente (1848)   |                      | Louis-Napoléon Bonaparte (1848-1852) |                      |
|                                     |                                     | Alphonse Henri d'Hautpoul (de facto) | 31 de octubre de 1849   | 22 de octubre de 1850  | Parti de l'Ordre | Legislativa (1849)     |                      | Louis-Napoléon Bonaparte (1848-1852) |                      |
| vacante                             | vacante                             | vacante                              | 22 de octubre de 1850   | 10 de abril de 1851    |                  | Legislativa (1849)     |                      | Louis-Napoléon Bonaparte (1848-1852) |                      |
|                                     |                                     | Léon Faucher (de facto)              | 10 de abril de 1851     | 26 de octubre de 1851  | Parti de l'Ordre | Legislativa (1849)     |                      | Louis-Napoléon Bonaparte (1848-1852) |                      |
| vacante                             | vacante                             | vacante                              | 26 de octubre de 1851   | 2 de diciembre de 1852 |                  | Legislativa (1849)     |                      | Louis-Napoléon Bonaparte (1848-1852) |                      |

### Segundo Imperio Francés(1852-1870)

#### Jefes de Gabinete
| Jefe    | Jefe    | Jefe                                       | Inicio                  | Fin                     | Partido      | Legislatura (Elección)        | Emperador (Reinado)      |
| ------- | ------- | ------------------------------------------ | ----------------------- | ----------------------- | ------------ | ----------------------------- | ------------------------ |
| Vacante | Vacante | Vacante                                    | 2 de diciembre de 1852  | 27 de diciembre de 1869 |              | I (1852) II (1857) III (1863) | Napoleón III (1852-1870) |
|         |         | Émile Ollivier                             | 27 de diciembre de 1869 | 9 de agosto de 1870     | Bonapartista | IV (1869)                     | Napoleón III (1852-1870) |
|         |         | Charles Cousin-Montauban, Comte de Palikao | 9 de agosto de 1870     | 4 de septiembre de 1870 | Bonapartista | IV (1869)                     | Napoleón III (1852-1870) |

### Tercera República Francesa (1870-1940)

#### Presidente del Gobierno de Defensa Nacional
| Primer ministro | Primer ministro | Primer ministro    | Inicio                  | Fin                 | Partido | Legislatura                  |
| --------------- | --------------- | ------------------ | ----------------------- | ------------------- | ------- | ---------------------------- |
|                 |                 | Louis Jules Trochu | 4 de septiembre de 1870 | 22 de enero de 1871 | Militar | Gobierno de Defensa Nacional |

#### Presidente del Consejo de Ministros
| Primer ministro | Primer ministro | Primer ministro          | Primer ministro                 | Inicio                   | Fin                      | Partido                                                      | Legislatura (Elección)                   | Presidente (periodo)            | Presidente (periodo)                   |
| --------------- | --------------- | ------------------------ | ------------------------------- | ------------------------ | ------------------------ | ------------------------------------------------------------ | ---------------------------------------- | ------------------------------- | -------------------------------------- |
|                 |                 | Jules Armand Dufaure     | 1                               | 19 de febrero de 1871    | 24 de mayo de 1873       | Independiente (ex-monarquista)                               | Asamblea Nacional (1871)                 |                                 | Adolphe Thiers (1871-1873)             |
| 2               |                 | Jules Armand Dufaure     |                                 | 19 de febrero de 1871    | 24 de mayo de 1873       | Independiente (ex-monarquista)                               | Asamblea Nacional (1871)                 |                                 | Adolphe Thiers (1871-1873)             |
|                 |                 | Albert de Broglie        | 1                               | 25 de mayo de 1873       | 22 de mayo de 1874       | Monarquista                                                  | Asamblea Nacional (1871)                 |                                 | Patrice de Mac-Mahon (1873-1879)       |
|                 | 2               | Albert de Broglie        |                                 | 25 de mayo de 1873       | 22 de mayo de 1874       | Monarquista                                                  | Asamblea Nacional (1871)                 |                                 | Patrice de Mac-Mahon (1873-1879)       |
|                 |                 | Ernest Courtot de Cissey | Ernest Courtot de Cissey        | 22 de mayo de 1874       | 10 de marzo de 1875      | Conservador                                                  | Asamblea Nacional (1871)                 |                                 | Patrice de Mac-Mahon (1873-1879)       |
|                 |                 | Louis Buffet             | Louis Buffet                    | 10 de marzo de 1875      | 23 de febrero de 1876    | Monarquista                                                  | Asamblea Nacional (1871)                 |                                 | Patrice de Mac-Mahon (1873-1879)       |
|                 |                 | Jules Armand Dufaure     | 3                               | 23 de febrero de 1876    | 12 de diciembre de 1876  | Independiente (ex-monarquista)                               | Asamblea Nacional (1871)                 |                                 | Patrice de Mac-Mahon (1873-1879)       |
| 4               |                 | Jules Armand Dufaure     |                                 | 23 de febrero de 1876    | 12 de diciembre de 1876  | Independiente (ex-monarquista)                               | Asamblea Nacional (1871)                 |                                 | Patrice de Mac-Mahon (1873-1879)       |
|                 |                 | Jules Simon              | Jules Simon                     | 12 de diciembre de 1876  | 17 de mayo de 1877       | Republicanos de Izquierda                                    | I (1876)                                 |                                 | Patrice de Mac-Mahon (1873-1879)       |
|                 |                 | Albert de Broglie        | 3                               | 17 de mayo de 1877       | 23 de noviembre de 1877  | Monarquista                                                  | I (1876)                                 |                                 | Patrice de Mac-Mahon (1873-1879)       |
|                 |                 | Gaëtan de Rochebouët     | Gaëtan de Rochebouët            | 23 de noviembre de 1877  | 13 de diciembre de 1877  | Conservador                                                  | II (1877)                                |                                 | Patrice de Mac-Mahon (1873-1879)       |
|                 |                 | Jules Armand Dufaure     | 5                               | 13 de diciembre de 1877  | 4 de febrero de 1879     | Independiente (ex-monarquista)                               | II (1877)                                |                                 | Patrice de Mac-Mahon (1873-1879)       |
|                 |                 | William Henry Waddington | William Henry Waddington        | 4 de febrero de 1879     | 28 de diciembre de 1879  | Independiente (ex-monarquista)                               | II (1877)                                |                                 | Jules Grévy (1879-1887)                |
|                 |                 | Charles de Freycinet     | 1                               | 28 de diciembre de 1879  | 23 de septiembre de 1880 | Republicanos oportunistas                                    | II (1877)                                |                                 | Jules Grévy (1879-1887)                |
|                 |                 | Jules Ferry              | 1                               | 23 de septiembre de 1880 | 14 de noviembre de 1881  | Republicanos de Izquierda                                    | II (1877)                                |                                 | Jules Grévy (1879-1887)                |
|                 |                 | Léon Gambetta            | Léon Gambetta                   | 14 de noviembre de 1881  | 30 de enero de 1882      | Republicanos oportunistas                                    | III (1881)                               |                                 | Jules Grévy (1879-1887)                |
|                 |                 | Charles de Freycinet     | 2                               | 30 de enero de 1882      | 7 de agosto de 1882      | Republicanos oportunistas                                    | III (1881)                               |                                 | Jules Grévy (1879-1887)                |
|                 |                 | Charles Duclerc          | Charles Duclerc                 | 7 de agosto de 1882      | 29 de enero de 1883      | Republicanos de Izquierda                                    | III (1881)                               |                                 | Jules Grévy (1879-1887)                |
|                 |                 | Armand Fallières         | Armand Fallières                | 29 de enero de 1883      | 21 de febrero de 1883    | Republicanos de Izquierda                                    | III (1881)                               |                                 | Jules Grévy (1879-1887)                |
|                 |                 | Jules Ferry              | 2                               | 21 de febrero de 1883    | 6 de abril de 1885       | Republicanos de Izquierda                                    | III (1881)                               |                                 | Jules Grévy (1879-1887)                |
|                 |                 | Henri Brisson            | 1                               | 6 de abril de 1885       | 7 de enero de 1886       | Radical Republicano                                          | III (1881)                               |                                 | Jules Grévy (1879-1887)                |
|                 |                 | Charles de Freycinet     | 3                               | 7 de enero de 1886       | 16 de diciembre de 1886  | Republicanos oportunistas                                    | IV (1885)                                |                                 | Jules Grévy (1879-1887)                |
|                 |                 | René Goblet              | René Goblet                     | 16 de diciembre de 1886  | 30 de mayo de 1887       | Radical Republicano                                          | IV (1885)                                |                                 | Jules Grévy (1879-1887)                |
|                 |                 | Maurice Rouvier          | 1                               | 30 de mayo de 1887       | 12 de diciembre de 1887  | Republicanos oportunistas                                    | IV (1885)                                |                                 | Jules Grévy (1879-1887)                |
|                 |                 | Pierre Tirard            | 1                               | 12 de diciembre de 1887  | 3 de abril de 1888       | Republicanos de Izquierda                                    | IV (1885)                                |                                 | Marie François Sadi Carnot (1887-1894) |
|                 |                 | Charles Floquet          | Charles Floquet                 | 3 de abril de 1888       | 22 de febrero de 1889    | Radical Republicano                                          | IV (1885)                                |                                 | Marie François Sadi Carnot (1887-1894) |
|                 |                 | Pierre Tirard            | 2                               | 22 de febrero de 1889    | 17 de marzo de 1890      | Republicanos de Izquierda                                    | IV (1885)                                |                                 | Marie François Sadi Carnot (1887-1894) |
|                 |                 | Charles de Freycinet     | 4                               | 17 de marzo de 1890      | 27 de febrero de 1892    | Republicanos de Izquierda                                    | V (1889)                                 |                                 | Marie François Sadi Carnot (1887-1894) |
|                 |                 | Émile Loubet             | Émile Loubet                    | 27 de febrero de 1892    | 6 de diciembre de 1892   | Republicanos de Izquierda                                    | V (1889)                                 |                                 | Marie François Sadi Carnot (1887-1894) |
|                 |                 | Alexandre Ribot          | 1                               | 6 de diciembre de 1892   | 4 de abril de 1893       | Republicanos de Izquierda                                    | V (1889)                                 |                                 | Marie François Sadi Carnot (1887-1894) |
| 2               |                 | Alexandre Ribot          |                                 | 6 de diciembre de 1892   | 4 de abril de 1893       | Republicanos de Izquierda                                    | V (1889)                                 |                                 | Marie François Sadi Carnot (1887-1894) |
|                 |                 | Charles Dupuy            | 1                               | 4 de abril de 1893       | 3 de diciembre de 1893   | Republicanos de Izquierda                                    | V (1889)                                 |                                 | Marie François Sadi Carnot (1887-1894) |
|                 |                 | Jean Casimir-Perier      | Jean Casimir-Perier             | 3 de diciembre de 1893   | 30 de mayo de 1894       | Republicanos de Izquierda                                    | VI (1893)                                |                                 | Marie François Sadi Carnot (1887-1894) |
|                 |                 | Charles Dupuy            | 2                               | 30 de mayo de 1894       | 26 de enero de 1895      | Republicanos de Izquierda                                    | VI (1893)                                |                                 | Marie François Sadi Carnot (1887-1894) |
| 3               |                 | Charles Dupuy            | Jean Casimir-Perier (1894-1895) | 30 de mayo de 1894       | 26 de enero de 1895      | Republicanos de Izquierda                                    | VI (1893)                                |                                 |                                        |
|                 |                 | Alexandre Ribot          | 3                               | 26 de enero de 1895      | 1 de noviembre de 1895   | Republicanos de Izquierda                                    | VI (1893)                                |                                 | Félix Faure (1895-1899)                |
|                 |                 | Léon Bourgeois           | Léon Bourgeois                  | 1 de noviembre de 1895   | 29 de abril de 1896      | Radical Republicano                                          | VI (1893)                                |                                 | Félix Faure (1895-1899)                |
|                 |                 | Jules Méline             | Jules Méline                    | 29 de abril de 1896      | 28 de junio de 1898      | Republicanos de Izquierda                                    | VI (1893)                                |                                 | Félix Faure (1895-1899)                |
|                 |                 | Henri Brisson            | 2                               | 28 de junio de 1898      | 1 de noviembre de 1898   | Radical Republicano                                          | VII (1898)                               |                                 | Félix Faure (1895-1899)                |
|                 |                 | Charles Dupuy            | 4                               | 1 de noviembre de 1898   | 22 de junio de 1899      | Republicanos de Izquierda                                    | VII (1898)                               |                                 | Félix Faure (1895-1899)                |
| 5               |                 | Charles Dupuy            | Émile Loubet (1899-1906)        | 1 de noviembre de 1898   | 22 de junio de 1899      | Republicanos de Izquierda                                    | VII (1898)                               |                                 |                                        |
|                 |                 | Pierre Waldeck-Rousseau  | Pierre Waldeck-Rousseau         | 22 de junio de 1899      | 7 de junio de 1902       | Alianza Democrática (Francia)                                | VII (1898)                               |                                 |                                        |
|                 |                 | Émile Combes             | Émile Combes                    | 7 de junio de 1902       | 24 de enero de 1905      | Partido Radical Socialista (Bloc des gauches)                | VIII (1902)                              |                                 |                                        |
|                 |                 | Maurice Rouvier          | Émile Loubet (1899-1906)        | 2                        | 24 de enero de 1905      | 12 de marzo de 1906                                          | VIII (1902)                              | Alianza Democrática (Francia)   |                                        |
| 3               |                 | Maurice Rouvier          | Armand Fallières (1906-1913)    |                          | 24 de enero de 1905      | 12 de marzo de 1906                                          | VIII (1902)                              | Alianza Democrática (Francia)   |                                        |
|                 |                 | Ferdinand Sarrien        | Ferdinand Sarrien               | 12 de marzo de 1906      | 25 de octubre de 1906    | Partido Radical Socialista                                   | VIII (1902)                              |                                 |                                        |
|                 |                 | Georges Clemenceau       | Armand Fallières (1906-1913)    | 1                        | 25 de octubre de 1906    | 24 de julio de 1909                                          | Partido Radical Socialista               | IX (1906)                       |                                        |
|                 |                 | Aristide Briand          | Armand Fallières (1906-1913)    | 1                        | 24 de julio de 1909      | 2 de marzo de 1911                                           | Partido Republicano Socialista           | IX (1906)                       |                                        |
| 2               |                 | Aristide Briand          | Armand Fallières (1906-1913)    |                          | 24 de julio de 1909      | 2 de marzo de 1911                                           | Partido Republicano Socialista           | IX (1906)                       |                                        |
|                 |                 | Ernest Monis             | Ernest Monis                    | 2 de marzo de 1911       | 27 de junio de 1911      | Partido Radical Socialista                                   | X (1910)                                 |                                 |                                        |
|                 |                 | Joseph Caillaux          | Joseph Caillaux                 | 27 de junio de 1911      | 21 de enero de 1912      | Partido Radical Socialista                                   | X (1910)                                 |                                 |                                        |
|                 |                 | Raymond Poincaré         | Armand Fallières (1906-1913)    | 1                        | 21 de enero de 1912      | 21 de enero de 1913                                          | X (1910)                                 | Partido Republicano Democrático |                                        |
|                 |                 | Aristide Briand          | Armand Fallières (1906-1913)    | 3                        | 21 de enero de 1913      | 22 de marzo de 1913                                          | X (1910)                                 | Partido Republicano Socialista  |                                        |
| 4               |                 | Aristide Briand          | Raymond Poincaré (1913-1920)    |                          | 21 de enero de 1913      | 22 de marzo de 1913                                          | X (1910)                                 | Partido Republicano Socialista  |                                        |
|                 |                 | Louis Barthou            | Louis Barthou                   | 22 de marzo de 1913      | 9 de diciembre de 1913   | Partido Republicano Democrático                              | X (1910)                                 |                                 |                                        |
|                 |                 | Gaston Doumergue         | Raymond Poincaré (1913-1920)    | 1                        | 9 de diciembre de 1913   | 9 de junio de 1914                                           | X (1910)                                 | Partido Radical Socialista      |                                        |
|                 |                 | Alexandre Ribot          | Raymond Poincaré (1913-1920)    | 4                        | 9 de junio de 1914       | 13 de junio de 1914                                          | Partido Republicano Democrático          | XI (1914)                       |                                        |
|                 |                 | René Viviani             | Raymond Poincaré (1913-1920)    | 1                        | 13 de junio de 1914      | 29 de octubre de 1915                                        | Partido Republicano Socialista           | XI (1914)                       |                                        |
| 2               |                 | René Viviani             | Raymond Poincaré (1913-1920)    |                          | 13 de junio de 1914      | 29 de octubre de 1915                                        | Partido Republicano Socialista           | XI (1914)                       |                                        |
|                 |                 | Aristide Briand          | Raymond Poincaré (1913-1920)    | 5                        | 29 de octubre de 1915    | 20 de marzo de 1917                                          | Partido Republicano Socialista           | XI (1914)                       |                                        |
| 6               |                 | Aristide Briand          | Raymond Poincaré (1913-1920)    |                          | 29 de octubre de 1915    | 20 de marzo de 1917                                          | Partido Republicano Socialista           | XI (1914)                       |                                        |
|                 |                 | Alexandre Ribot          | Raymond Poincaré (1913-1920)    | 5                        | 20 de marzo de 1917      | 12 de septiembre de 1917                                     | Partido Republicano Democrático          | XI (1914)                       |                                        |
|                 |                 | Paul Painlevé            | Raymond Poincaré (1913-1920)    | 1                        | 12 de septiembre de 1917 | 16 de noviembre de 1917                                      | Partido Republicano Socialista           | XI (1914)                       |                                        |
|                 |                 | Georges Clemenceau       | Raymond Poincaré (1913-1920)    | 2                        | 16 de noviembre de 1917  | 20 de enero de 1920                                          | Partido Radical Socialista               | XI (1914)                       |                                        |
|                 |                 | Alexandre Millerand      | Raymond Poincaré (1913-1920)    | 1                        | 20 de enero de 1920      | 24 de septiembre de 1920                                     | Independiente (moderado) (Bloc national) | XII (1919)                      |                                        |
| 2               |                 | Alexandre Millerand      | Paul Deschanel (1920)           |                          | 20 de enero de 1920      | 24 de septiembre de 1920                                     | Independiente (moderado) (Bloc national) | XII (1919)                      |                                        |
|                 |                 | Georges Leygues          | Georges Leygues                 | 24 de septiembre de 1920 | 16 de enero de 1921      | Partido Republicano Democrático (Bloc national)              |                                          | XII (1919)                      | Alexandre Millerand (1920-1924)        |
|                 |                 | Aristide Briand          | 7                               | 16 de enero de 1921      | 15 de enero de 1922      | Partido Republicano Socialista                               |                                          | XII (1919)                      | Alexandre Millerand (1920-1924)        |
|                 |                 | Raymond Poincaré         | 2                               | 15 de enero de 1922      | 8 de junio de 1924       | Alianza Democrática (Bloc national)                          |                                          | XII (1919)                      | Alexandre Millerand (1920-1924)        |
| 3               |                 | Raymond Poincaré         |                                 | 15 de enero de 1922      | 8 de junio de 1924       | Alianza Democrática (Bloc national)                          |                                          | XII (1919)                      | Alexandre Millerand (1920-1924)        |
|                 |                 | Frédéric François-Marsal | Frédéric François-Marsal        | 8 de junio de 1924       | 15 de junio de 1924      | Republican Federation (Bloc national)                        |                                          | XII (1919)                      | Alexandre Millerand (1920-1924)        |
|                 |                 | Édouard Herriot          | 1                               | 15 de junio de 1924      | 17 de abril de 1925      | Partido Radical Socialista (Cartel des Gauches)              | XIII (1924)                              |                                 | Gaston Doumergue (1924-1931)           |
|                 |                 | Paul Painlevé            | 2                               | 17 de abril de 1925      | 28 de noviembre de 1925  | Partido Republicano Socialista (Cartel des Gauches)          | XIII (1924)                              |                                 | Gaston Doumergue (1924-1931)           |
| 3               |                 | Paul Painlevé            |                                 | 17 de abril de 1925      | 28 de noviembre de 1925  | Partido Republicano Socialista (Cartel des Gauches)          | XIII (1924)                              |                                 | Gaston Doumergue (1924-1931)           |
|                 |                 | Aristide Briand          | 8                               | 28 de noviembre de 1925  | 20 de julio de 1926      | Partido Republicano Socialista (Cartel des Gauches)          | XIII (1924)                              |                                 | Gaston Doumergue (1924-1931)           |
| 9               |                 | Aristide Briand          |                                 | 28 de noviembre de 1925  | 20 de julio de 1926      | Partido Republicano Socialista (Cartel des Gauches)          | XIII (1924)                              |                                 | Gaston Doumergue (1924-1931)           |
| 10              |                 | Aristide Briand          |                                 | 28 de noviembre de 1925  | 20 de julio de 1926      | Partido Republicano Socialista (Cartel des Gauches)          | XIII (1924)                              |                                 | Gaston Doumergue (1924-1931)           |
|                 |                 | Édouard Herriot          | 2                               | 20 de julio de 1926      | 23 de julio de 1926      | Partido Radical Socialista (Cartel des Gauches)              | XIII (1924)                              |                                 | Gaston Doumergue (1924-1931)           |
|                 |                 | Raymond Poincaré         | 4                               | 23 de julio de 1926      | 29 de julio de 1929      | Alianza Democrática (Union Nacional)                         | XIII (1924)                              |                                 | Gaston Doumergue (1924-1931)           |
| 5               |                 | Raymond Poincaré         |                                 | 23 de julio de 1926      | 29 de julio de 1929      | Alianza Democrática (Union Nacional)                         | XIII (1924)                              |                                 | Gaston Doumergue (1924-1931)           |
|                 |                 | Aristide Briand          | 11                              | 29 de julio de 1929      | 2 de noviembre de 1929   | Partido Republicano Socialista                               | XIV (1928)                               |                                 | Gaston Doumergue (1924-1931)           |
|                 |                 | André Tardieu            | 1                               | 2 de noviembre de 1929   | 21 de febrero de 1930    | Alianza Democrática                                          | XIV (1928)                               |                                 | Gaston Doumergue (1924-1931)           |
|                 |                 | Camille Chautemps        | 1                               | 21 de febrero de 1930    | 2 de marzo de 1930       | Partido Radical Socialista                                   | XIV (1928)                               |                                 | Gaston Doumergue (1924-1931)           |
|                 |                 | André Tardieu            | 2                               | 2 de marzo de 1930       | 13 de diciembre de 1930  | Alianza Democrática                                          | XIV (1928)                               |                                 | Gaston Doumergue (1924-1931)           |
|                 |                 | Théodore Steeg           | Théodore Steeg                  | 13 de diciembre de 1930  | 27 de enero de 1931      | Partido Radical Socialista                                   | XIV (1928)                               |                                 | Gaston Doumergue (1924-1931)           |
|                 |                 | Pierre Laval             | 1                               | 27 de enero de 1931      | 20 de febrero de 1932    | Independiente (conservador)                                  | XIV (1928)                               |                                 | Gaston Doumergue (1924-1931)           |
|                 | 2               | Pierre Laval             |                                 | 27 de enero de 1931      | 20 de febrero de 1932    | Independiente (conservador)                                  | XIV (1928)                               | Paul Doumer (1931-1932)         |                                        |
|                 | 3               | Pierre Laval             |                                 | 27 de enero de 1931      | 20 de febrero de 1932    | Independiente (conservador)                                  | XIV (1928)                               | Paul Doumer (1931-1932)         |                                        |
|                 |                 | André Tardieu            | 3                               | 20 de febrero de 1932    | 3 de junio de 1932       | Alianza Democrática                                          | XIV (1928)                               | Paul Doumer (1931-1932)         |                                        |
|                 |                 | Édouard Herriot          | 3                               | 3 de junio de 1932       | 18 de diciembre de 1932  | Partido Radical Socialista (Cartel des Gauches)              | XV (1932)                                |                                 | Albert Lebrun (1932-1940)              |
|                 |                 | Joseph Paul-Boncour      | Joseph Paul-Boncour             | 18 de diciembre de 1932  | 31 de enero de 1933      | Partido Republicano Socialista (Cartel des Gauches)          | XV (1932)                                |                                 | Albert Lebrun (1932-1940)              |
|                 |                 | Édouard Daladier         | 1                               | 31 de enero de 1933      | 26 de octubre de 1933    | Partido Radical Socialista (Cartel des Gauches)              | XV (1932)                                |                                 | Albert Lebrun (1932-1940)              |
|                 |                 | Albert Sarraut           | 1                               | 26 de octubre de 1933    | 26 de noviembre de 1933  | Partido Radical Socialista (Cartel des Gauches)              | XV (1932)                                |                                 | Albert Lebrun (1932-1940)              |
|                 |                 | Camille Chautemps        | 2                               | 26 de noviembre de 1933  | 30 de enero de 1934      | Partido Radical Socialista (Cartel des Gauches)              | XV (1932)                                |                                 | Albert Lebrun (1932-1940)              |
|                 |                 | Édouard Daladier         | 2                               | 30 de enero de 1934      | 9 de febrero de 1934     | Partido Radical Socialista (Cartel des Gauches)              | XV (1932)                                |                                 | Albert Lebrun (1932-1940)              |
|                 |                 | Gaston Doumergue         | 2                               | 9 de febrero de 1934     | 8 de noviembre de 1934   | Partido Radical Socialista (Gobierno de Unidad Nacional)     | XV (1932)                                |                                 | Albert Lebrun (1932-1940)              |
|                 |                 | Pierre-Étienne Flandin   | 1                               | 8 de noviembre de 1934   | 1 de junio de 1935       | Alianza Democrática                                          | XV (1932)                                |                                 | Albert Lebrun (1932-1940)              |
|                 |                 | Fernand Bouisson         | Fernand Bouisson                | 1 de junio de 1935       | 7 de junio de 1935       | Partido Republicano Socialista                               | XV (1932)                                |                                 | Albert Lebrun (1932-1940)              |
|                 |                 | Pierre Laval             | 4                               | 7 de junio de 1935       | 24 de enero de 1936      | Independiente (conservador)                                  | XV (1932)                                |                                 | Albert Lebrun (1932-1940)              |
|                 |                 | Albert Sarraut           | 2                               | 24 de enero de 1936      | 4 de junio de 1936       | Partido Radical Socialista                                   | XV (1932)                                |                                 | Albert Lebrun (1932-1940)              |
|                 |                 | Léon Blum                | 1                               | 4 de junio de 1936       | 22 de junio de 1937      | Sección Francesa de la Internacional Obrera (Frente Popular) | XVI (1936)                               |                                 | Albert Lebrun (1932-1940)              |
|                 |                 | Camille Chautemps        | 3                               | 22 de junio de 1937      | 13 de marzo de 1938      | Partido Radical Socialista (Frente Popular)                  | XVI (1936)                               |                                 | Albert Lebrun (1932-1940)              |
| 4               |                 | Camille Chautemps        |                                 | 22 de junio de 1937      | 13 de marzo de 1938      | Partido Radical Socialista (Frente Popular)                  | XVI (1936)                               |                                 | Albert Lebrun (1932-1940)              |
|                 |                 | Léon Blum                | 2                               | 13 de marzo de 1938      | 10 de abril de 1938      | Sección Francesa de la Internacional Obrera (Frente Popular) | XVI (1936)                               |                                 | Albert Lebrun (1932-1940)              |
|                 |                 | Édouard Daladier         | 3                               | 10 de abril de 1938      | 21 de marzo de 1940      | Partido Radical Socialista                                   | XVI (1936)                               |                                 | Albert Lebrun (1932-1940)              |
| 4               |                 | Édouard Daladier         |                                 | 10 de abril de 1938      | 21 de marzo de 1940      | Partido Radical Socialista                                   | XVI (1936)                               |                                 | Albert Lebrun (1932-1940)              |
| 5               |                 | Édouard Daladier         |                                 | 10 de abril de 1938      | 21 de marzo de 1940      | Partido Radical Socialista                                   | XVI (1936)                               |                                 | Albert Lebrun (1932-1940)              |
|                 |                 | Paul Reynaud             | Paul Reynaud                    | 21 de marzo de 1940      | 16 de junio de 1940      | Alianza Democrática                                          | XVI (1936)                               |                                 | Albert Lebrun (1932-1940)              |
|                 |                 | Philippe Pétain          | Philippe Pétain                 | 16 de junio de 1940      | 11 de julio de 1940      | Militar                                                      | XVI (1936)                               |                                 | Albert Lebrun (1932-1940)              |

### Francia de Vichy (1940-1944)

#### Presidente y Vicepresidente del Consejo de Ministros
| Presidente             | Presidente              | Presidente      | Vicepresidente       | Inicio              | Fin                     |
| ---------------------- | ----------------------- | --------------- | -------------------- | ------------------- | ----------------------- |
|                        |                         | Philippe Pétain | Pierre Laval         | 11 de julio de 1940 | 13 de diciembre de 1940 |
| Pierre-Étienne Flandin | 13 de diciembre de 1940 | Philippe Pétain | 9 de febrero de 1941 |                     |                         |
| François Darlan        | 9 de febrero de 1941    | Philippe Pétain | 18 de abril de 1942  |                     |                         |
|                        |                         | Pierre Laval    | Cargo abolido        | 18 de abril de 1942 | 17 de agosto de 1944    |

### Gobierno Provisional de la República Francesa (1944-1947)

#### Presidente del Gobierno Provisional de la República Francesa
| Presidente | Presidente | Presidente               | Presidente               | Inicio                  | Fin                     | Partido                                     | Legislatura (Elección)                      |
| ---------- | ---------- | ------------------------ | ------------------------ | ----------------------- | ----------------------- | ------------------------------------------- | ------------------------------------------- |
|            |            | Charles de Gaulle        | 1                        | 20 de agosto de 1944    | 26 de enero de 1946     | Independiente                               | Provisional                                 |
| 2          | I (1945)   | Charles de Gaulle        |                          | 20 de agosto de 1944    | 26 de enero de 1946     | Independiente                               |                                             |
|            | I (1945)   |                          | Félix Gouin              | Félix Gouin             | 26 de enero de 1946     | 24 de junio de 1946                         | Sección Francesa de la Internacional Obrera |
|            |            | Georges Bidault          | 1                        | 24 de junio de 1946     | 28 de noviembre de 1946 | Movimiento Republicano Popular              | II (2 de junio de 1946)                     |
|            |            | Vincent Auriol (interim) | Vincent Auriol (interim) | 28 de noviembre de 1946 | 16 de diciembre de 1946 | Sección Francesa de la Internacional Obrera | II (2 de junio de 1946)                     |
|            |            | Léon Blum                | 3                        | 16 de diciembre de 1946 | 22 de enero de 1947     | Sección Francesa de la Internacional Obrera | II (2 de junio de 1946)                     |

### Cuarta República Francesa(1947-1958)

#### Presidente del Consejo de Ministros
|   |   |                             |                             | Inicio                   | Fin                      | Partido                                                           | Legislatura (Elección) | Presidente (periodo)  | Presidente (periodo)       |
| - | - | --------------------------- | --------------------------- | ------------------------ | ------------------------ | ----------------------------------------------------------------- | ---------------------- | --------------------- | -------------------------- |
|   |   | Paul Ramadier               | 1                           | 22 de enero de 1947      | 24 de noviembre de 1947  | Sección Francesa de la Internacional Obrera (Tripartismo)         | I (Nov. 1946)          |                       | Vincent Auriol (1947-1954) |
| 2 |   | Paul Ramadier               |                             | 22 de enero de 1947      | 24 de noviembre de 1947  | Sección Francesa de la Internacional Obrera (Tripartismo)         | I (Nov. 1946)          |                       | Vincent Auriol (1947-1954) |
|   |   | Robert Schuman              | 1                           | 24 de noviembre de 1947  | 24 de julio de 1948      | Movimiento Republicano Popular (Tercera fuerza)                   | I (Nov. 1946)          |                       | Vincent Auriol (1947-1954) |
|   |   | André Marie                 | André Marie                 | 24 de julio de 1948      | 2 de septiembre de 1948  | Partido Radical Socialista (Tercera fuerza)                       | I (Nov. 1946)          |                       | Vincent Auriol (1947-1954) |
|   |   | Robert Schuman              | 2                           | 2 de septiembre de 1948  | 11 de septiembre de 1948 | Movimiento Republicano Popular (Tercera fuerza)                   | I (Nov. 1946)          |                       | Vincent Auriol (1947-1954) |
|   |   | Henri Queuille              | 1                           | 11 de septiembre de 1948 | 28 de octubre de 1949    | Partido Radical Socialista (Tercera fuerza)                       | I (Nov. 1946)          |                       | Vincent Auriol (1947-1954) |
|   |   | Georges Bidault             | 2                           | 28 de octubre de 1949    | 2 de julio de 1950       | Movimiento Republicano Popular (Tercera fuerza)                   | I (Nov. 1946)          |                       | Vincent Auriol (1947-1954) |
|   | 3 | Georges Bidault             |                             | 28 de octubre de 1949    | 2 de julio de 1950       | Movimiento Republicano Popular (Tercera fuerza)                   | I (Nov. 1946)          |                       | Vincent Auriol (1947-1954) |
|   |   | Henri Queuille              | 2                           | 2 de julio de 1950       | 12 de julio de 1950      | Partido Radical Socialista (Tercera fuerza)                       | I (Nov. 1946)          |                       | Vincent Auriol (1947-1954) |
|   |   | René Pleven                 | 1                           | 12 de julio de 1950      | 10 de marzo de 1951      | Unión Democrática y Socialista de la Resistencia (Tercera fuerza) | I (Nov. 1946)          |                       | Vincent Auriol (1947-1954) |
|   |   | Henri Queuille              | 3                           | 10 de marzo de 1951      | 11 de agosto de 1951     | Partido Radical Socialista (Tercera fuerza)                       | I (Nov. 1946)          |                       | Vincent Auriol (1947-1954) |
|   |   | René Pleven                 | 2                           | 11 de agosto de 1951     | 20 de enero de 1952      | Unión Democrática y Socialista de la Resistencia                  | II (1951)              |                       | Vincent Auriol (1947-1954) |
|   |   | Edgar Faure                 | 1                           | 20 de enero de 1952      | 8 de marzo de 1952       | Partido Radical Socialista                                        | II (1951)              |                       | Vincent Auriol (1947-1954) |
|   |   | Antoine Pinay               | Antoine Pinay               | 8 de marzo de 1952       | 8 de enero de 1953       | Centro Nacional de Independientes y Campesinos                    | II (1951)              |                       | Vincent Auriol (1947-1954) |
|   |   | René Mayer                  | René Mayer                  | 8 de enero de 1953       | 28 de junio de 1953      | Partido Radical                                                   | II (1951)              |                       | Vincent Auriol (1947-1954) |
|   |   | Joseph Laniel               | 1                           | 28 de junio de 1953      | 19 de junio de 1954      | Centro Nacional de Independientes y Campesinos                    | II (1951)              |                       | Vincent Auriol (1947-1954) |
|   | 2 | Joseph Laniel               |                             | 28 de junio de 1953      | 19 de junio de 1954      | Centro Nacional de Independientes y Campesinos                    | II (1951)              | René Coty (1954-1959) |                            |
|   |   | Pierre Mendès France        | Pierre Mendès France        | 19 de junio de 1954      | 17 de febrero de 1955    | Partido Radical Socialista                                        | II (1951)              | René Coty (1954-1959) |                            |
|   |   | Christian Pineau (interino) | Christian Pineau (interino) | 17 de febrero de 1955    | 23 de febrero de 1955    | Sección Francesa de la Internacional Obrera                       | II (1951)              | René Coty (1954-1959) |                            |
|   |   | Edgar Faure                 | 2                           | 23 de febrero de 1955    | 1 de febrero de 1956     | Partido Radical Socialista                                        | II (1951)              | René Coty (1954-1959) |                            |
|   |   | Guy Mollet                  | Guy Mollet                  | 1 de febrero de 1956     | 13 de junio de 1957      | Sección Francesa de la Internacional Obrera                       | III (1956)             | René Coty (1954-1959) |                            |
|   |   | Maurice Bourgès-Maunoury    | Maurice Bourgès-Maunoury    | 13 de junio de 1957      | 6 de noviembre de 1957   | Partido Radical Socialista                                        | III (1956)             | René Coty (1954-1959) |                            |
|   |   | Félix Gaillard              | Félix Gaillard              | 6 de noviembre de 1957   | 14 de mayo de 1958       | Partido Radical Socialista                                        | III (1956)             | René Coty (1954-1959) |                            |
|   |   | Pierre Pflimlin             | Pierre Pflimlin             | 14 de mayo de 1958       | 1 de junio de 1958       | Movimiento Republicano Popular                                    | III (1956)             | René Coty (1954-1959) |                            |
|   |   | Charles de Gaulle           | 3                           | 1 de junio de 1958       | 8 de enero de 1959       | Unión para la Nueva República                                     | III (1956)             | René Coty (1954-1959) |                            |

### Quinta República Francesa (1958-presente)
| Primer ministro | Primer ministro           | Primer ministro           | Primer ministro         | Inicio                  | Fin                               | Partido                              | Legislatura (Elección)               | Presidente (periodo) | Presidente (periodo)                 |
| --------------- | ------------------------- | ------------------------- | ----------------------- | ----------------------- | --------------------------------- | ------------------------------------ | ------------------------------------ | -------------------- | ------------------------------------ |
|                 |                           | Michel Debré              | •                       | 8 de enero de 1959      | 14 de abril de 1962               | Unión para la Nueva República        | I (1958)                             |                      | Charles de Gaulle (1959-1969)        |
|                 |                           | Georges Pompidou          | 1                       | 14 de abril de 1962     | 7 de diciembre de 1962            | Unión para la Nueva República        | I (1958)                             |                      | Charles de Gaulle (1959-1969)        |
|                 | 2                         | Georges Pompidou          | 7 de diciembre de 1962  | 8 de enero de 1966      | II (1962)                         | Unión para la Nueva República        |                                      |                      | Charles de Gaulle (1959-1969)        |
|                 | 3                         | Georges Pompidou          | 8 de enero de 1966      | 8 de abril de 1967      | II (1962)                         | Unión para la Nueva República        |                                      |                      | Charles de Gaulle (1959-1969)        |
|                 | 4                         | Georges Pompidou          | 8 de abril de 1967      | 31 de mayo de 1968      | III (1967)                        | Unión para la Nueva República        |                                      |                      | Charles de Gaulle (1959-1969)        |
|                 | 5                         | Georges Pompidou          | 31 de mayo de 1968      | 10 de julio de 1968     | III (1967)                        | Unión para la Nueva República        |                                      |                      | Charles de Gaulle (1959-1969)        |
|                 |                           | Maurice Couve de Murville | •                       | 10 de julio de 1968     | 20 de junio de 1969               | Unión de Demócratas por la República | IV (1968)                            |                      | Charles de Gaulle (1959-1969)        |
|                 |                           | Jacques Chaban-Delmas     | •                       | 20 de junio de 1969     | 6 de julio de 1972                | Unión de Demócratas por la República | IV (1968)                            |                      | Georges Pompidou (1969-1974)         |
|                 |                           | Pierre Messmer            | 1                       | 6 de julio de 1972      | 5 de abril de 1973                | Unión de Demócratas por la República | IV (1968)                            |                      | Georges Pompidou (1969-1974)         |
|                 | 2                         | Pierre Messmer            | 5 de abril de 1973      | 1 de marzo de 1974      | V (1973)                          | Unión de Demócratas por la República |                                      |                      | Georges Pompidou (1969-1974)         |
|                 | 3                         | Pierre Messmer            | 1 de marzo de 1974      | 27 de mayo de 1974      | V (1973)                          | Unión de Demócratas por la República |                                      |                      | Georges Pompidou (1969-1974)         |
|                 |                           | Jacques Chirac            | 1                       | 27 de mayo de 1974      | V (1973)                          | 26 Aug. 1976                         | Unión de Demócratas por la República |                      | Valéry Giscard d'Estaing (1974-1981) |
|                 |                           | Raymond Barre             | 1                       | 26 de agosto de 1976    | V (1973)                          | 29 de marzo de 1977                  | Independiente                        |                      | Valéry Giscard d'Estaing (1974-1981) |
| 2               | 29 de marzo de 1977       | Raymond Barre             | 31 de marzo de 1978     |                         | V (1973)                          |                                      | Independiente                        |                      | Valéry Giscard d'Estaing (1974-1981) |
|                 | 3                         | Raymond Barre             | 31 de marzo de 1978     | 21 de mayo de 1981      | Unión para la Democracia Francesa | VI (1978)                            |                                      |                      | Valéry Giscard d'Estaing (1974-1981) |
|                 |                           | Pierre Mauroy             | 1                       | 21 de mayo de 1981      | 23 de junio de 1981               | Partido Socialista                   | VII (1981)                           |                      | François Mitterrand (1981-1995)      |
| 2               | 23 de junio de 1981       | Pierre Mauroy             | 23 de marzo de 1983     |                         |                                   | Partido Socialista                   | VII (1981)                           |                      | François Mitterrand (1981-1995)      |
| 3               | 23 de marzo de 1983       | Pierre Mauroy             | 17 de julio de 1984     |                         |                                   | Partido Socialista                   | VII (1981)                           |                      | François Mitterrand (1981-1995)      |
|                 |                           | Laurent Fabius            | •                       | 17 de julio de 1984     | 20 de marzo de 1986               | Partido Socialista                   | VII (1981)                           |                      | François Mitterrand (1981-1995)      |
|                 |                           | Jacques Chirac            | 2                       | 20 de marzo de 1986     | 10 de mayo de 1988                | Agrupación por la República          | VIII (1986)                          |                      | François Mitterrand (1981-1995)      |
|                 |                           | Michel Rocard             | 1                       | 10 de mayo de 1988      | 22 de junio de 1988               | Partido Socialista                   | IX (1988)                            |                      | François Mitterrand (1981-1995)      |
| 2               | 23 de junio de 1988       | Michel Rocard             | 15 de mayo de 1991      |                         |                                   | Partido Socialista                   | IX (1988)                            |                      | François Mitterrand (1981-1995)      |
|                 |                           | Édith Cresson             | •                       | 15 de mayo de 1991      | 2 de abril de 1992                | Partido Socialista                   | IX (1988)                            |                      | François Mitterrand (1981-1995)      |
|                 |                           | Pierre Bérégovoy          | •                       | 2 de abril de 1992      | 29 de marzo de 1993               | Partido Socialista                   | IX (1988)                            |                      | François Mitterrand (1981-1995)      |
|                 |                           | Édouard Balladur          | •                       | 29 de marzo de 1993     | 18 de mayo de 1995                | Agrupación por la República          | X (1993)                             |                      | François Mitterrand (1981-1995)      |
|                 |                           | Alain Juppé               | 1                       | 18 de mayo de 1995      | 7 de noviembre de 1995            | Agrupación por la República          | X (1993)                             |                      | Jacques Chirac (1995-2007)           |
|                 | 2                         | Alain Juppé               | 7 de noviembre de 1995  | 3 de junio de 1997      |                                   | Agrupación por la República          | X (1993)                             |                      | Jacques Chirac (1995-2007)           |
|                 |                           | Lionel Jospin             | •                       | 3 de junio de 1997      | 6 de mayo de 2002                 | Partido Socialista                   | XI (1997)                            |                      | Jacques Chirac (1995-2007)           |
|                 |                           | Jean-Pierre Raffarin      | 1                       | 7 de mayo de 2002       | 17 de junio de 2002               | Unión por un Movimiento Popular      | XII (2002)                           |                      | Jacques Chirac (1995-2007)           |
|                 | 2                         | Jean-Pierre Raffarin      | 17 de junio de 2002     | 30 de marzo de 2004     |                                   | Unión por un Movimiento Popular      | XII (2002)                           |                      | Jacques Chirac (1995-2007)           |
|                 | 3                         | Jean-Pierre Raffarin      | 31 de marzo de 2004     | 31 de mayo de 2005      |                                   | Unión por un Movimiento Popular      | XII (2002)                           |                      | Jacques Chirac (1995-2007)           |
|                 |                           | Dominique de Villepin     | •                       | 31 de mayo de 2005      | 17 de mayo de 2007                | Unión por un Movimiento Popular      | XII (2002)                           |                      | Jacques Chirac (1995-2007)           |
|                 |                           | François Fillon           | 1                       | 17 de mayo de 2007      | 18 de junio de 2007               | Unión por un Movimiento Popular      | XIII (2007)                          |                      | Nicolas Sarkozy (2007-2012)          |
|                 | 2                         | François Fillon           | 18 de junio de 2007     | 13 de noviembre de 2010 |                                   | Unión por un Movimiento Popular      | XIII (2007)                          |                      | Nicolas Sarkozy (2007-2012)          |
|                 | 3                         | François Fillon           | 14 de noviembre de 2010 | 16 de mayo de 2012      |                                   | Unión por un Movimiento Popular      | XIII (2007)                          |                      | Nicolas Sarkozy (2007-2012)          |
|                 |                           | Jean-Marc Ayrault         | 1                       | 16 de mayo de 2012      | 31 de marzo de 2014               | Partido Socialista                   | XIV (2012)                           |                      | François Hollande (2012-2017)        |
|                 |                           | Manuel Valls              | 1                       | 31 de marzo de 2014     | 6 de diciembre de 2016            | Partido Socialista                   | XIV (2012)                           |                      | François Hollande (2012-2017)        |
|                 |                           | Bernard Cazeneuve         | 1                       | 6 de diciembre de 2016  | 10 de mayo de 2017                | Partido Socialista                   | XIV (2012)                           |                      | François Hollande (2012-2017)        |
|                 |                           | Édouard Philippe          | 1                       | 15 de mayo de 2017      | 3 de julio de 2020                | Los Republicanos (2017)              | XV (2017)                            |                      | Emmanuel Macron (2017- )             |
|                 | Independiente (2017-2020) | Édouard Philippe          | 1                       | 15 de mayo de 2017      | 3 de julio de 2020                |                                      | XV (2017)                            |                      | Emmanuel Macron (2017- )             |
|                 |                           | Jean Castex               | 1                       | 3 de julio de 2020      | 16 de mayo de 2022                | La República en Marcha               | XV (2017)                            |                      | Emmanuel Macron (2017- )             |
|                 |                           | Élisabeth Borne           | 1                       | 16 de mayo de 2022      | 9 de enero de 2024                | La República en Marcha               | XVI (2022)                           |                      | Emmanuel Macron (2017- )             |
|                 |                           | Gabriel Attal             | 1                       | 9 de enero de 2024      | 5 de septiembre de 2024           | La República en Marcha               | XVI (2022)                           |                      | Emmanuel Macron (2017- )             |
|                 |                           | Michel Barnier            | 1                       | 5 de septiembre de 2024 | 13 de diciembre de 2024           | Los Republicanos                     | XVII (2024)                          |                      | Emmanuel Macron (2017- )             |
|                 |                           | François Bayrou           | 1                       | 13 de diciembre de 2024 | En el cargo                       | Movimiento Demócrata                 | XVII (2024)                          |                      | Emmanuel Macron (2017- )             |